# Luptătorul (film din 2010)
The Fighter este un film dramatic biografico-sportiv american, din 2010, regizat de David O. Russell, cu Mark Wahlberg, Christian Bale, Amy Adams și Melissa Leo în rolurile principale. Bazat pe evenimente reale, filmul prezintă povestea a doi frați – boxeri profesionoști – Micky Ward (Mark Wahlberg) și fratele său mai mare, Dicky Eklund (Christian Bale).
Filmul a fost lansat în cinematografe selecte din America de Nord pe 17 decembrie 2010, iar pe 4 februarie 2011 a fost lansat în Regatul Unit. A fost nominalizat la șapte Premii Oscar, inclusiv pentru cel mai bun film și cel mai bun regizor, și premiile câștigate cel mai bun actor (Christian Bale) și cea mai bună actriță (Melissa Leo). Este primul film care a câștigat ambele premii principale pentru actor și actriță după Hannah and Her Sisters în 1986.

## Distribuție
- Mark Wahlberg în rolul lui Micky Ward
- Christian Bale în rolul lui Dick "Dicky" Eklund
- Amy Adams în rolul lui Charlene Fleming, prietena lui Ward
- Melissa Leo în rolul lui Alice Eklund-Ward, mama celor doi frați boxeri
- Jack McGee în rolul lui George Ward (1941-2011), tatăl lui Micky
- Frank Renzulli în rolul lui Sal Lanano
- Mickey O'Keefe în rolul propriei persoane, un sergent de poliție din Lowell, Massachusetts, antrenorul lui Ward
- Jenna Lamia în rolul lui Sherri "The Baby" Ward
- Bianca Hunter în rolul lui Cathy "Pork" Eklund
- Erica McDermott în rolul lui Cindy "Tar" Eklund (1961-2012), una din surorile lui Mickey și Dickey[7]
- Sugar Ray Leonard în rolul propriei persoane, apariție cameo în calitate de comentator la meciul dintre Ward și Mungin

## Premii
Filmul a fost nominalizat la șapte Premii Oscar, inclusiv pentru cel mai bun film. De asemenea, filmul a fost nominalizat la șase premii Globul de Aur.
| Ceremonie                         | Categorie                | Recipient                                                     | Rezultat     |
| --------------------------------- | ------------------------ | ------------------------------------------------------------- | ------------ |
| Premiile Oscar                    | Best Picture             | David Hoberman, Todd Lieberman și Mark Wahlberg               | Nominalizare |
| Premiile Oscar                    | Best Director            | David O. Russell                                              | Nominalizare |
| Premiile Oscar                    | Best Supporting Actor    | Christian Bale                                                | Câștigat     |
| Premiile Oscar                    | Best Supporting Actress  | Amy Adams                                                     | Nominalizare |
| Premiile Oscar                    | Best Supporting Actress  | Melissa Leo                                                   | Câștigat     |
| Premiile Oscar                    | Best Original Screenplay | Scott Silver and Paul Tamasy, Eric Johnson & Keith Dorrington | Nominalizare |
| Premiile Oscar                    | Best Film Editing        | Pamela Martin                                                 | Nominalizare |
| Premiile BAFTA                    | Best Supporting Actor    | Christian Bale                                                | Nominalizare |
| Premiile BAFTA                    | Best Supporting Actress  | Amy Adams                                                     | Nominalizare |
| Premiile BAFTA                    | Best Original Screenplay | Scott Silver, Paul Tamasy, Eric Johnson & Keith Dorrington    | Nominalizare |
| Broadcast Film Critics            | Best Picture             |                                                               | Nominalizare |
| Broadcast Film Critics            | Best Supporting Actor    | Christian Bale                                                | Câștigat     |
| Broadcast Film Critics            | Best Supporting Actress  | Amy Adams                                                     | Nominalizare |
| Broadcast Film Critics            | Best Supporting Actress  | Melissa Leo                                                   | Câștigat     |
| Broadcast Film Critics            | Best Acting Ensemble     |                                                               | Câștigat     |
| Broadcast Film Critics            | Best Original Screenplay | Scott Silver and Paul Tamasy, Eric Johnson & Keith Dorrington | Nominalizare |
| Directors Guild of America Awards | Best Director            | David O. Russell                                              | Nominalizare |
| ESPY Awards                       | Best Sports Movie        |                                                               | Câștigat     |
| Globul de Aur                     | Best Picture – Drama     |                                                               | Nominalizare |
| Globul de Aur                     | Best Director            | David O. Russell                                              | Nominalizare |
| Globul de Aur                     | Best Actor Drama         | Mark Wahlberg                                                 | Nominalizare |
| Globul de Aur                     | Best Supporting Actor    | Christian Bale                                                | Câștigat     |
| Globul de Aur                     | Best Supporting Actress  | Amy Adams                                                     | Nominalizare |
| Globul de Aur                     | Best Supporting Actress  | Melissa Leo                                                   | Câștigat     |
| Screen Actors Guild Awards        | Best Acting Ensemble     |                                                               | Nominalizare |
| Screen Actors Guild Awards        | Best Supporting Actor    | Christian Bale                                                | Câștigat     |
| Screen Actors Guild Awards        | Best Supporting Actress  | Amy Adams                                                     | Nominalizare |
| Screen Actors Guild Awards        | Best Supporting Actress  | Melissa Leo                                                   | Câștigat     |

## Continuare
Mark Wahlberg este implicat în filmarea unei continuări, The Fighter 2, care se va focusa pe legendara trilogie de lupte dintre Ward și Arturo Gatti. În 2013, Jerry Ferrara a semnat un contract pentru a juca rolul lui Gatti.